# ImWerden
Библиотека ImWerden (от нем. im Werden — «в развитии», «в становлении») — электронная библиотека Рунета. Основана 15 августа 2000 года и поддерживается, редактируется и пополняется Андреем Никитиным-Перенским, проживающим в Мюнхене (Германия). Основные форматы: PDF, MP3 и AVI. Основной принцип — добротность электронного переиздания.
Библиотека содержит собрание авторских чтений своих произведений в аудио- и видеоформатах.
На сайте Библиотеки ImWerden в формате MP3 можно найти записи авторских чтений своих произведений Сергея Есенина, Александра Блока, Владимира Маяковского, Анны Ахматовой, Бориса Пастернака, Арсения Тарковского, Давида Самойлова, Аркадия Штейнберга и др.
В разделе «XXI век» публикуются тексты, присланные авторами для издания и отобранные редактором.
В интервью радио «Свобода» Никитин-Перенский рассказал, что библиотека начиналась благодаря его личному читательскому интересу к авторам книг и что у него нет серьёзных проблем, кроме авторского права.
5 ноября 2020 года на сайте „Культуромания“ вышло большое интервью с Андреем Никитиным-Перенским.
13 ноября 2021 года создатель библиотеки Андрей Никитин-Перенский был награждён в Санкт-Петербурге профессиональной книгоиздательской премией «Книжный червь».